# 영국과 프랑스의 북아메리카 식민지 전쟁
북아메리카에 있어서의 영국·프랑스 양국의 식민지 쟁탈전은 유럽에서의 대립을 반영시켰다. 프랑스는 캐나다, 미시시피 유역에 식민지를 넓혀서, 영국 식민지를 북과 서에서 포위하는 형세를 취했다. 최초의 영국·프랑스 두 식민지간의 싸움이 윌리엄 왕 전쟁이며, 유럽에 있어서의 스페인 왕위 계승 전쟁이 식민지에서는 앤 여왕 전쟁으로 되었고, 오스트리아 왕위 계승 전쟁은 조지 왕 전쟁으로, 7년 전쟁은 프렌치 인디언 전쟁으로 나타나 소위 제2차 백년 전쟁이 전개되었다. 프랑스의 북아메리카 식민지 경영은 인디언과의 모피(毛皮) 무역을 중심으로 하는 것이며, 영국은 농업식민이 위주여서, 결국 영국의 압도적인 승리로 끝났다.
미국에서는 이 전쟁을 "프렌치 인디언 전쟁(French and Indian Wars)이라 부르며, 캐나다의 퀘벡에서는 "식민지간 전쟁"(Intercolonial Wars)이라 한다.
| 연도        | 북아메리카         | 유럽                      | 조약                     |
| ----------- | ------------------ | ------------------------- | ------------------------ |
| 1689 – 1697 | 윌리엄 왕 전쟁     | 9년 전쟁(대동맹 전쟁)     | 레이스베이크 조약        |
| 1702 – 1713 | 앤 여왕 전쟁       | 스페인 왕위 계승 전쟁     | 위트레흐트 조약 (1713년) |
| 1744 – 1748 | 조지 왕 전쟁       | 오스트리아 왕위 계승 전쟁 | 엑스라샤펠 조약 (1748년) |
| 1754 – 1763 | 프렌치 인디언 전쟁 | 7년 전쟁                  | 파리 조약 (1763년)       |

## 같이 보기
- 전쟁